# Heldenacker (Windhoek)
Der Heldenacker (offiziell englisch National Heroes’ Acre) ist ein offizielles Kriegsdenkmal Namibias.
Der Heldenacker liegt etwa zehn Kilometer außerhalb der Hauptstadt Windhoek an der B1 Richtung Rehoboth. Das Denkmal wurde am 26. August 2002 eröffnet und steht seitdem Besuchern offen. Es dient dazu, „den Patriotismus und das Nationalbewusstsein zu pflegen und das Erbe an zukünftige Generationen Namibias weiterzugeben“ („foster a spirit of patriotism and nationalism, and to pass on the legacy to the future generations of Namibia“).
Das Denkmal wurde auf einem knapp sieben Quadratkilometer großen Areal errichtet. Die Kosten werden auf mindestens 60 Millionen Namibia-Dollar beziffert.

## Bau
Wie auch das neue State House in Windhoek-Auasblick, das Militärmuseum in Okahandja und das Unabhängigkeits-Gedenkmuseum wurde der Heldenacker vom nordkoreanischen Unternehmen Mansudae Overseas Projects geplant und gebaut. Dies war der ausdrückliche Wunsch der Regierung und fand ohne öffentliche Ausschreibung statt. Wie bei vielen Projekten dieser Art in Namibia (unter anderem auch der Bau des Unabhängigkeits-Gedenkmuseums) führte dies zu Kontroversen in der Bevölkerung.
Seit Anfang 2005 berichtet die Zeitung The Namibian von Problemen an der Bausubstanz des Denkmals und Abnutzungszeichen, die auf die billige nordkoreanische Bauweise zurückzuführen seien.

## Anlage
Der Heldenacker ist eine moderne, mit kommunistischen Prachtbauten vergleichbare Anlage auf einer Fläche von 732 Hektar zwischen zwei Hügeln der Auasberge. Die eigentliche Denkmalanlage ist 287 Meter lang und 134 Meter breit und beinhaltet unter anderem 174 Gräber. Am Fuße des Denkmalhügels finden sich auf knapp 10.000 m² Parkplätze. Das gesamte Gebiet ist von hohen Zäunen umgeben und wird durch Sicherheitspersonal ständig überwacht.
Die Denkmalanlage wird von einem weißen Obelisken und einer goldenen Soldatenstatue dominiert. Der Obelisk besteht aus weißem Marmor und Granit aus der Region um Karibib. Er kann bereits aus dem Zentrum von Windhoek gesehen werden.
Der Heldenacker ist als symmetrisches Polygon angelegt und beinhaltet im Einzelnen:
- Die „Plattform der Begrüßung“ am untersten Ende des Denkmals
- Eine Freilichtbühne mit 5000 Sitzplätzen
- Die 174 Grabstätten
- Den Obelisken
- Die 8 Meter hohe Statue des unbekannten Soldaten
- Die Ewige Flamme
- Die Treppenanlage zum Aussichtspavillon

### Grabstätten

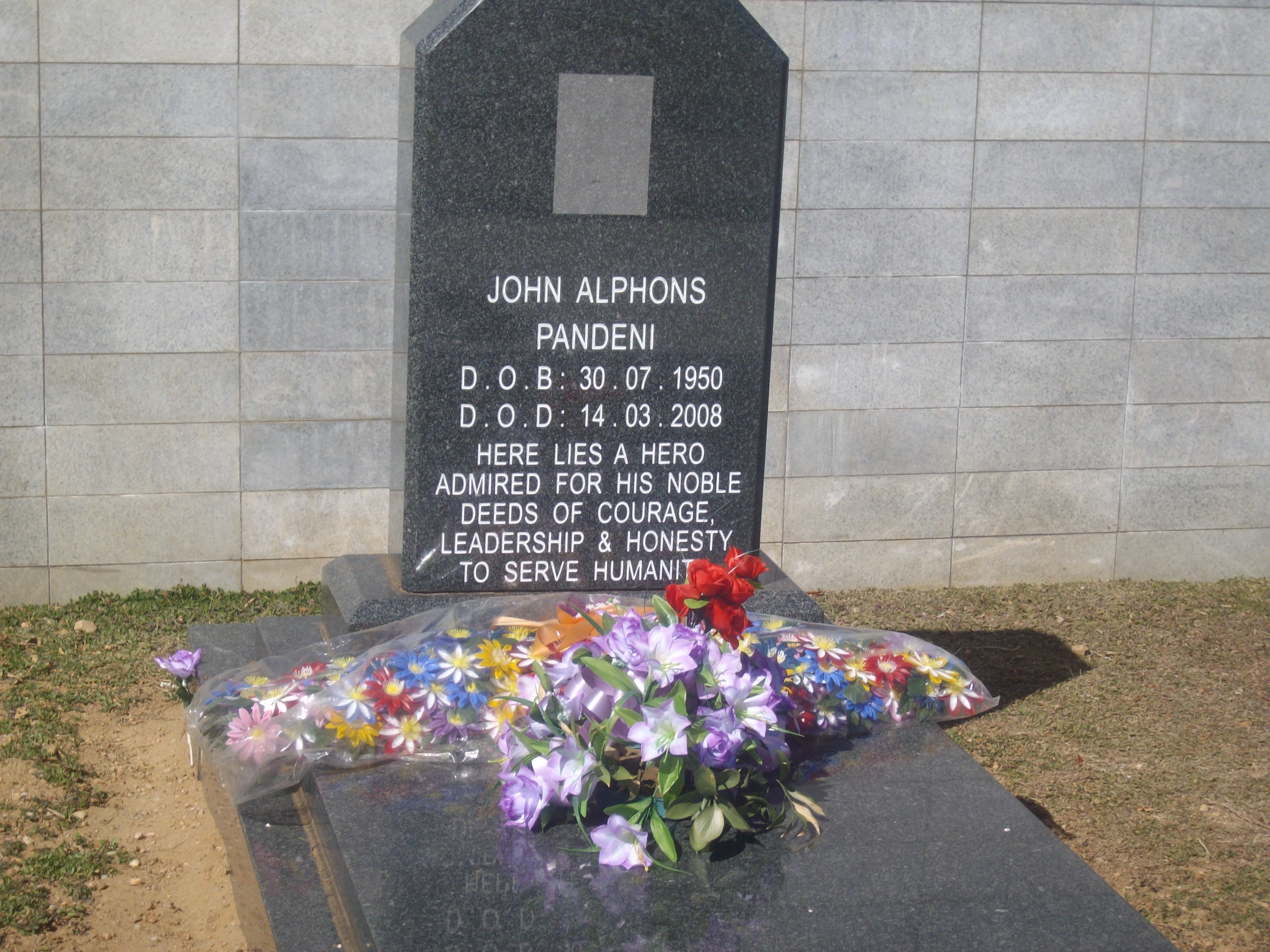
Grab von John Pandeni auf dem Heldenacker

Es gibt insgesamt 174 Grabstätten. Aktuell  (Stand Februar 2024) liegen hier 50 Namibier, die dem Freiheitskampf dienten und den offiziellen Heldenstatus erhalten haben, begraben. Hinzu kommen neun symbolische Gräber.
Unter den beigesetzten Personen befinden sich u. a.:
- Hage Geingob – Präsident, der als erster in einem der beiden Präsidenten-Mausoleen beigesetzt wurde
- Dimo Hamaambo
- Hidipo Hamutenya
- Nickey Iyambo
- Richard Kapelwa Kabajani
- Anton Lubowski
- Anna Mungunda
- Peter Mweshihange
- Sam Nujoma – Gründungspräsident Namibias (in einem der beiden Präsidenten-Mausoleen beigesetzt)
- John Pandeni
- Ngarikutuke Tjiriange
- Mose Penaani Tjitendero
- Andimba Toivo ya Toivo
- Peter Tsheehama

### Einweihung
Der Heldenacker wurde nach einer Bauzeit von 13 Monaten vom Gründerpräsidenten Namibias, Sam Nujoma, am 26. August 2002 mit den Worten „The blood of all these sons and daughters of Namibia watered the tree of our liberty and will always be remembered by present and future generations of the Republic of Namibia“ („Das Blut aller unserer Söhne und Töchter Namibias hat den Baum unserer Freiheit gewässert und wird von heutigen und späteren Generationen der Republik Namibia immer erinnert werden“) eingeweiht.
Sam Nujoma stellte heraus, dass der Heldenacker ein Denkmal aller Namibier ist und unabhängig von z. B. Rasse oder Religion alle Namibier an den Freiheitskampf erinnern soll.

## Galerie

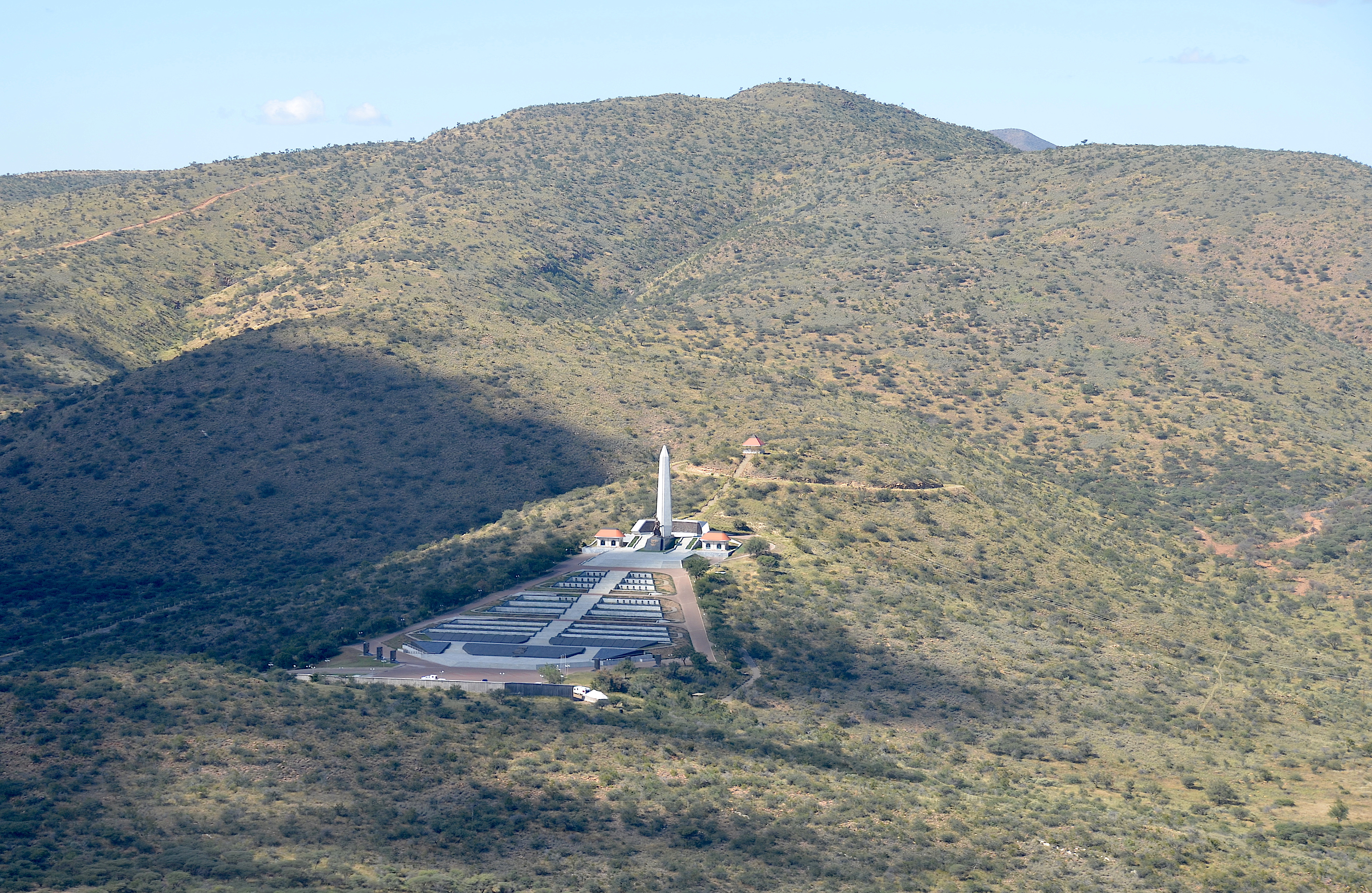
Der Heldenacker Namibia aus der Vogelperspektive (2017)
Obelisk und Soldatenstatue
Soldatenstatue